# Rebecca Makkai
Rebecca Makkai (Skokie, 20 aprile 1978) è una scrittrice statunitense.

## Biografia
Cresciuta a Chicago, ha conseguito un B.A. in inglese alla Washington and Lee University e un M.A. al Middlebury College.
Ha esordito nella narrativa nel 2011 con il romanzo L'angolo dei lettori ribelli e in seguito ha pubblicato una raccolta di racconti e altri 3 romanzi dei quali I grandi sognatori è stato insignito della Medaglie Andrew Carnegie
Suoi racconti sono apparsi in riviste quali New Yorker, Harper's Magazine e Salon.com.

## Opere

### Raccolte di racconti
- Music for Wartime (2015)

### Romanzi
- L'angolo dei lettori ribelli (The Borrower, 2011), Milano, Piemme, 2012 traduzione di Luisa Piussi ISBN 978-88-566-1725-2.
- The Hundred-Year House (2014)
- I grandi sognatori (The Great Believers, 2018), Torino, Einaudi, 2021 traduzione di Cristina Mennella ISBN 978-88-06-24423-1.
- Ho qualche domanda da farti (I Have Some Questions for You, 2023), Torino, Bollati Boringhieri, 2024 traduzione di Marco Drago ISBN 978-88-339-4116-5.

## Premi e riconoscimenti

### Vincitrice
Pushcart Prize
- 2017 con il racconto The George Spelvin Players[8]

Los Angeles Times Book Prize
- 2018 nella categoria "Narrativa" con I grandi sognatori[9]

Stonewall Book Award
- 2019 con I grandi sognatori[10]

Medaglie Andrew Carnegie per l'eccellenza nella narrativa e nella saggistica
- 2019 con I grandi sognatori[11]

Guggenheim Fellowship
- 2022[12]

### Finalista
Premio Pulitzer per la narrativa
- 2019 con I grandi sognatori[13]

National Book Award per la narrativa
- 2018 con I grandi sognatori[14]